# Tris(pentafluorofenil)borano
Il tris(pentafluorofenil)borano è il composto chimico  con formula (C6F5)3B. Disponible in commercio, questo reattivo di organo-boro è un acido di Lewis caratterizzato da notevole forza e stabilità. Viene ampiamente usato per la sua versatilità, per la relativa inerzia dei legami B–C, e per il suo ingombro sterico.

## Struttura
La struttura della molecola (C6F5)3B è stata determinata tramite diffrazione elettronica in fase gassosa. Il nucleo BC3 è planare; i tre gruppi arilici sono inclinati rispetto a questo piano e disposti a elica, con un angolo di torsione di circa 40,6°. La simmetria risulta D3. Esiste una certa coniugazione tra la densità elettronica degli atomi di fluoro in para con l'atomo di boro.

## Sintesi
Il composto fu sintetizzato per la prima volta nel 1963 da Gordon Stone e collaboratori facendo reagire n-butillitio, pentafluorofenilbromuro e BCl3 in soluzione di pentano a -78 °C sotto atmosfera inerte. Tuttavia, c'è il rischio che il reagente di litio esploda a temperatura ambiente rilasciando fluoruro di litio. Specie per sintesi su larga scale è quindi più conveniente usare un reattivo di Grignard che può essere scaldato a riflusso in toluene senza problemi:
{\displaystyle {\ce {3C6F5MgBr + BCl3 -> (C6F5)3B + 3MgBrCl}}}

## Proprietà
È un composto molto stabile rispetto agli alogenuri di boro: è un solido incolore stabile per vari giorni anche a 270 °C, e resiste all'ossidazione atmosferica. A contatto con acqua reagisce eliminando C6F5H, ma la reazione è così lenta che (C6F5)3B può essere usato in ambiente acquoso come catalizzatore in sintesi organica. È un ottimo acido di Lewis, un po' più forte di BF3, anche se meno di BCl3.

## Applicazioni
In ambito industriale (C6F5)3B è usato nelle reazioni di polimerizzazione di alcheni come attivatore del catalizzatore vero e proprio. In questa applicazione (C6F5)3B funge da acido di Lewis, rimuovendo un gruppo metile dal complesso di zirconio:
{\displaystyle {\ce {(C6F5)3B +(C5H5)2Zr(CH3)2 -> [(C5H5)2ZrCH3]+[(C6F5)3BCH3]-}}}
L'anione borato formato è scarsamente coordinante ma stabilizza la specie cationica di zirconio, dove si è liberato un sito di coordinazione. In questo sito disponibile lo zirconio può così coordinare un alchene; si ha poi inserzione migratoria dal metile ancora legato al metallo formando un legante propile. In seguito il processo continua facendo allungare la catena del polimero. Sono stati sviluppati anche sistemi catalizzatore/attivatore immobilizzati su un supporto inorganico inerte come la silice.
(C6F5)3B trova impiego anche in altre reazioni sia stechiometriche che catalitiche in chimica organica e metallorganica. Ad esempio strappando un idruro da un silano catalizza l'idrosililazione di immine e composti carbonilici organici. In ambito stechiometrico (C6F5)3B può formare addotti con basi di Lewis anche molto deboli, permettendo la sintesi di nuovi composti con strutture inusuali.

## Coppie di Lewis frustrate
(C6F5)3B è un reagente chiave per illustrare il concetto di coppia di Lewis frustrata. Questa terminologia indica un composto o una miscela contenenti un acido e una base di Lewis che non possono formare un addotto classico a causa di impedimenti sterici. Questi sistemi mantengono la loro reattività acido base di Lewis, e la possono sfruttare nei confronti di altre molecole. Ad esempio la combinazione di (C6F5)3B con una fosfina molto ingombrata tipo la tricicloesilfosfina può provocare eterolisi in substrati come l'idrogeno molecolare:
{\displaystyle {\ce {(C6F5)3B + PCy3 + H2 -> (C6F5)3BH- + HPCy3+}}}